# Starnice
Starnice (kaszb. Starnice, niem. Starnitz) – wieś w Polsce położona w województwie pomorskim, w powiecie słupskim, w gminie Dębnica Kaszubska. Miejscowość jest siedzibą sołectwa, w którego skład wchodzi również osada Starniczki. Do 2020 w skład sołectwa Starnice wchodziły również Troszki, lecz w wyniku zmiany zasięgów terytorialnych sołectw przyłączono je do sołectwa Dobieszewo.
Według stanu na 30 czerwca 2018 liczba mieszkańców wynosiła 248. 30 września 2013 we wsi mieszkało 269 osób.
W latach 1975–1998 miejscowość administracyjnie należała do województwa słupskiego.
We wsi zlokalizowany jest zabytkowy zespół pałacowo–parkowy.

## Nazwa
Nazwa miejscowości, wzmiankowana po raz pierwszy w 1335 w formie Starnicz, ma pochodzenie słowiańskie. Co do jej charakteru wystosowano następujące hipotezy etymologiczne:
- nazwa topograficzna wyprowadzona od pomorskiej nazwy ryby *starńa (por. kaszb. stôrnia, pol. stornia) z formantem -ica[17],
- nazwa patronimiczna wyprowadzona od nazwy osobowej równej pol. Stron, Stronia z formantem -ice[17],
- nazwa etniczna wyprowadzona od pomorskiej nazwy pospolitej *starna „kraj, terytorium, obszar” (por. kaszb. i pol. strona „ts.”) z formantem -ice; w tym wypadku nazwa oznaczałaby ludzi, którzy „mieszkają, żyją na uboczu”[17].

Niemiecka nazwa Starnitz jest adaptacją fonetyczną pierwotnej nazwy słowiańskiej.
Rada Języka Kaszubskiego proponuje kaszubską formę nazwy Starnice.

## Przystanek kolejowy
Przy skrzyżowaniu drogi wojewódzkiej nr 210 z drogą powiatową nr 1174G do Starnic, na południe od zabudowań wsi, znajdował się przystanek kolejowy, będący częścią linii kolejowej Słupsk–Budowo. Pierwszy odcinek, tj. ze Słupska do Dębnicy Kaszubskiej, oddano do użytkowania 15 sierpnia 1894. 12 października 1895 nastąpiło otwarcie następnego fragmentu tejże linii, tj. do Jamrzyna, przy której stanął przystanek kolejowy w Starnicach. Ostatecznie, 1 sierpnia 1906 tory przedłużono do Budowa. Planów połączenia z linią Bytów-Lębork nigdy nie zrealizowano.

## Cmentarz ewangelicki
W Starnicach znajdują się dwa cmentarze przedwojennych mieszkańców wsi. Pierwszy z nich, prawdopodobnie cmentarz posiadaczy ziemskich, położony jest około 200 m na północny wschód od wschodnich zabudowań wsi. Drugi z cmentarzy zlokalizowany jest w lesie, około 400 m na południowy zachód od zachodnich zabudowań miejscowości. Założony został na planie prostokąta. Niegdyś był wydzielony z otoczenia świerkowymi nasadzeniami. Był to cmentarz wiejski. Zachowały się nieliczne fragmenty nagrobków, żeliwnych krzyży oraz porcelanowych tabliczek inskrypcyjnych, wskazujące na pochówki z drugiej połowy XIX i początku XX wieku.